# Unity Dow
Unity Dow, född  23 april 1959 i Mochudi i Bechuanalandprotektoratet, är en botswansk jurist, aktivist och författare. Hon studerade vid universiteten i Botswana, Swaziland och Edinburgh. Vid återkomsten till hembyn kom många och bad henne om råd, vilket fick henne att besluta sig för att bli advokat. Både som advokat och som aktivist kämpar hon för barns rättigheter, mot våldtäkt och för gifta kvinnors äganderätt. Hennes verksamhet har lett till en rad ändringar och tillägg i Botswanas lagar, bland annat att inte endast barn till manliga botswanier blir medborgare i Botswana.
1998–2008 var hon den första kvinnliga domaren i Botswanas högsta domstol, och därefter startade hon sin egen advokatbyrå. I det uppmärksammade målet mellan sanfolket och Botswanas regering 2006 var hon en av de tre inkallade domarna. Målet resulterade i ny lagstiftning, och sanfolket fick tillbaka rätten till sina landområden. Nu är hon inkallad att arbeta som domare i Interim Independent Constitutional Dispute Resolution Court of Kenya. Hon blev 2015 utbildningsminister, Minister of Education and Skills Development i Botswana. Hennes romaner kretsar kring ämnen som komplicerade relationer mellan kulturer, seder och bruk, jämställdhet, kvinnofrågor och fattigdom.
År 2004 valdes hon in i den internationella människorättsjuristkommissionens direktion; International Commission of Jurists (ICJ).
Hon var Botswanas utrikesminister 2018-2020.